# Projet Serval
Le Projet Serval (en Anglais Serval Project) est un projet financé par la fondation Shuttleworth, ainsi que par diverses organisations et par des dons. Il est géré à l'université Flinders à Adélaïde, en Australie. Ce projet vise à créer une technologie qui puisse être utilisée pour créer des connexions maillées entre les téléphones cellulaires grâce à leurs antennes Wi-Fi sans avoir besoin d'un opérateur mobile,,. Cette technologie permet de passer des appels vocaux pourvu qu'un chemin puisse être trouvé entre les participants. Des messages textuels et d'autres données peuvent aussi être échangés grâce à un système nommé Rhizome, permettant une communication sur des distances illimitées et sans connexion stable entre toutes les mailles participantes.
Le projet Serval inclut une application de cartographie collaborative  afin de se repérer en cas de désastre. Un "prolongateur de maille" est actuellement développé, il établit une maille Serval grâce à un réseau Wi-Fi et se connecte aux autres prolongateurs de mailles grâce à des paquets radios sur la bande ISM 915Mhz.

## Serval Mesh

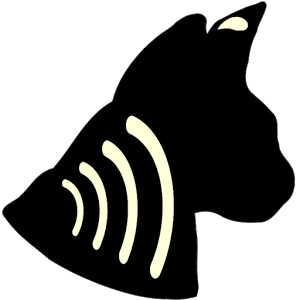
Logo de Serval.

Serval Mesh est une application pour Android et le porte-étendard du projet Serval. Elle est actuellement distribuée à travers plusieurs plates-formes d'applications et de dépôts et peut aussi être aussi être téléchargée directement depuis le site du projet. Elle peut être partagée directement d'un appareil à un autre grâce à une connexion Wi-Fi ou Bluetooth.
L'application Serval Mesh est construite à partir de deux composants : une interface utilisateur nommée Batphone et un composant central chargé de la communication et du chiffrement des données nommé Serval DNA. Le code source de Batphone est sous licence GPLv3, alors que celui de Serval DNA est sous licence GPLv2.

## Projets en relation
- Briar (logiciel)
- B.A.T.M.A.N.
- FireChat
- Cjdns